# Municipio de Amundsville
El municipio de Amundsville (en inglés: Amundsville Township) es un municipio ubicado en el condado de McLean en el estado estadounidense de Dakota del Norte. En el año 2010 tenía una población de 39 habitantes y una densidad poblacional de 0,42 personas por km².

## Geografía
El municipio de Amundsville se encuentra ubicado en las coordenadas 47°47′59″N 101°55′36″O / 47.79972, -101.92667. Según la Oficina del Censo de los Estados Unidos, el municipio tiene una superficie total de 93.27 km², de la cual 93,03 km² corresponden a tierra firme y (0,26 %) 0,24 km² es agua.

## Demografía
Según el censo de 2010, había 39 personas residiendo en el municipio de Amundsville. La densidad de población era de 0,42 hab./km². De los 39 habitantes, el municipio de Amundsville estaba compuesto por el 92,31 % blancos, el 5,13 % eran amerindios y el 2,56 % eran de una mezcla de razas. Del total de la población el 7,69 % eran hispanos o latinos de cualquier raza.